# شل سیتی (میزوری)
شل سیتی (به انگلیسی: Schell City) یک شهر در ایالات متحده آمریکا است که در شهرستان ورنن، میزوری واقع شده‌است. شل سیتی ۱٫۶۳ کیلومتر مربع مساحت و ۲۴۹ نفر جمعیت دارد و ۲۳۴ متر بالاتر از سطح دریا واقع شده‌است.